# Alfonso Rehobong Oiterong

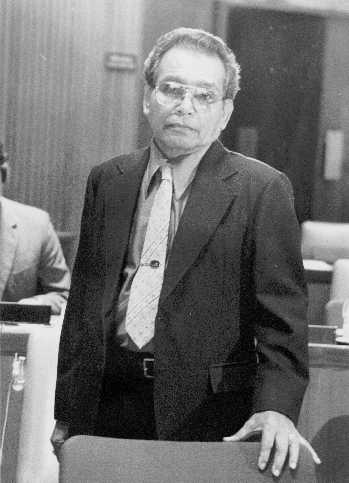
Alfonso Oiterong

Alfonso Rehobong Oiterong (* 9. Oktober 1924 in Aimeliik; † 30. August 1994) war ein palauischer Politiker.
1959 schloss er das Territorial College in Guam ab. Oiterong war von 1981 bis 1985 Vizepräsident von Palau; nach der Ermordung von Haruo Remeliik führte er die Amtsgeschäfte des Präsidenten vom 2. Juli bis zum 25. Oktober 1985. In der darauffolgenden Wahl unterlag er Lazarus Salii, der sein Nachfolger als Präsident wurde. Später war er Präsident der National Development Bank of Palau.